# Pèndol de Pohl

Pèndol de Pohl per a demostracions d'oscil·lacions forçades i esmorteïdes i ressonàncies. Un volant d'inèrcia (2) està acoblat a un ressort espiral (5) i, a través d'aquest, a una estimulació variable (motor) (1). L'esmorteïment està controlat per un fre electromagnètic (4).

El  pèndol de Pohl  és un pèndol de torsió constituït per un volant o disc metàl·lic (vg, coure) que pot girar al voltant d'un eix i que, mitjançant un ressort espiral, recupera la seva posició d'equilibri, oscil·lant al voltant d'aquesta posició.
La idea original es deu al físic alemany Robert Wichard Pohl

## Freqüència i període de les oscil·lacions
Ja que el pèndol de Pohl és una variant del pèndol de torsió, la freqüència angular i el període de les seves oscil·lacions lliures venen donats per les mateixes expressions, és a dir,

{\displaystyle \Omega ={\sqrt {\frac {\tau }{I}}}\qquad \qquad \Rightarrow \qquad \qquad T=2\pi {\sqrt {\frac {I}{\tau }}}}

on {\displaystyle \tau \,} és el coeficient de torsió del ressort espiral, el valor depèn de la seva forma i dimensions i de la naturalesa del material i {\displaystyle \,I} és el moment d'inèrcia del volant.

## Utilitats i usos
El mecanisme es fa servir en els rellotges de polsera mecànics, accionat mitjançant un ressort espiral, tenen un període d'oscil·lació que es pot calcular mitjançant la fórmula anterior. El rellotge està regulat mitjançant l'ajustament del moment d'inèrcia de la roda o volant d'inèrcia {\displaystyle I\,} (mitjançant uns cargols) i de forma més precisa mitjançant el canvi del coeficient de torsió {\displaystyle \tau \,} del ressort.